# Карл Вільгельм Шпехт
Карл Вільгельм Шпехт (нім. Karl Wilhelm Specht; 22 травня 1894 — 3 грудня 1953) — німецький воєначальник, генерал піхоти вермахту. Кавалер Лицарського хреста Залізного хреста з дубовим листям.

## Біографія
Учасник Першої світової війни. Після демобілізації армії залишений в рейхсвері, служив в піхотних частинах і у відомстві військових навчальних закладів. З 6 жовтня 1936 року — командир 1-го батальйону 110-го піхотного полку 33-ї піхотної дивізії, яка під час Польської кампанії займала позиції на франко-німецькому кордоні. З 1 листопада 1939 року — командир 55-го піхотного полку 17-ї піхотної дивізії. Учасник Французької кампанії і Німецько-радянської війни.  15 листопада 1941 року вирушив на лікування, після одужання 10 вересня 1942 року призначений начальником піхотного училища Деберіца. З 1 грудня 1943 року — інспектор запасних і навчальних військ. З 1 березня по 1 жовтня 1944 року — генерал-інспектор офіцерської підготовки. З 1 грудня 1944 року — командувач 20-м військовим округом. В січні 1945 року, після вступу на територію округу радянських військ, з різних частин, які там знаходились, під командуванням Шпехта був сформований корпус «Гела». 9 травня 1945 року взятий в полон радянськими військами. 20 квітня 1950 року засуджений до 25 років ув'язнення. Помер від набряку легень.

## Звання
- Лейтенант (26 січня 1914; патент від 22 червня 1912)
- Оберлейтенант (18 серпня 1917)
- Гауптман (1 квітня 1925)
- Майор (1 травня 193)
- Оберстлейтенант (1 жовтня 1936)
- Оберст (1 червня 1939)
- Генерал-майор (1942)
- Генерал-лейтенант (1 серпня 1943)
- Генерал піхоти (15 січня 1945)

## Нагороди
- Рятувальна медаль
- Залізний хрест
  - 2-го класу (22 січня 1915)
  - 1-го класу (28 квітня 1917)
- Королівський орден дому Гогенцоллернів, лицарський хрест з мечами
- Нагрудний знак «За поранення» в чорному
- Почесний хрест ветерана війни з мечами
- Медаль «За вислугу років у Вермахті» 4-го, 3-го, 2-го і 1-го класу
- Застібка до Залізного хреста
  - 2-го класу (21 грудня 1939)
  - 1-го класу (9 червня 1940)
- Штурмовий піхотний знак в сріблі
- Лицарський хрест Залізного хреста з дубовим листям
  - лицарський хрест (8 вересня 1941)
  - дубове листя (№62; 16 січня 1942)
- Медаль «За зимову кампанію на Сході 1941/42»
- Нагрудний знак «За поранення» в сріблі